# Rapid Viena

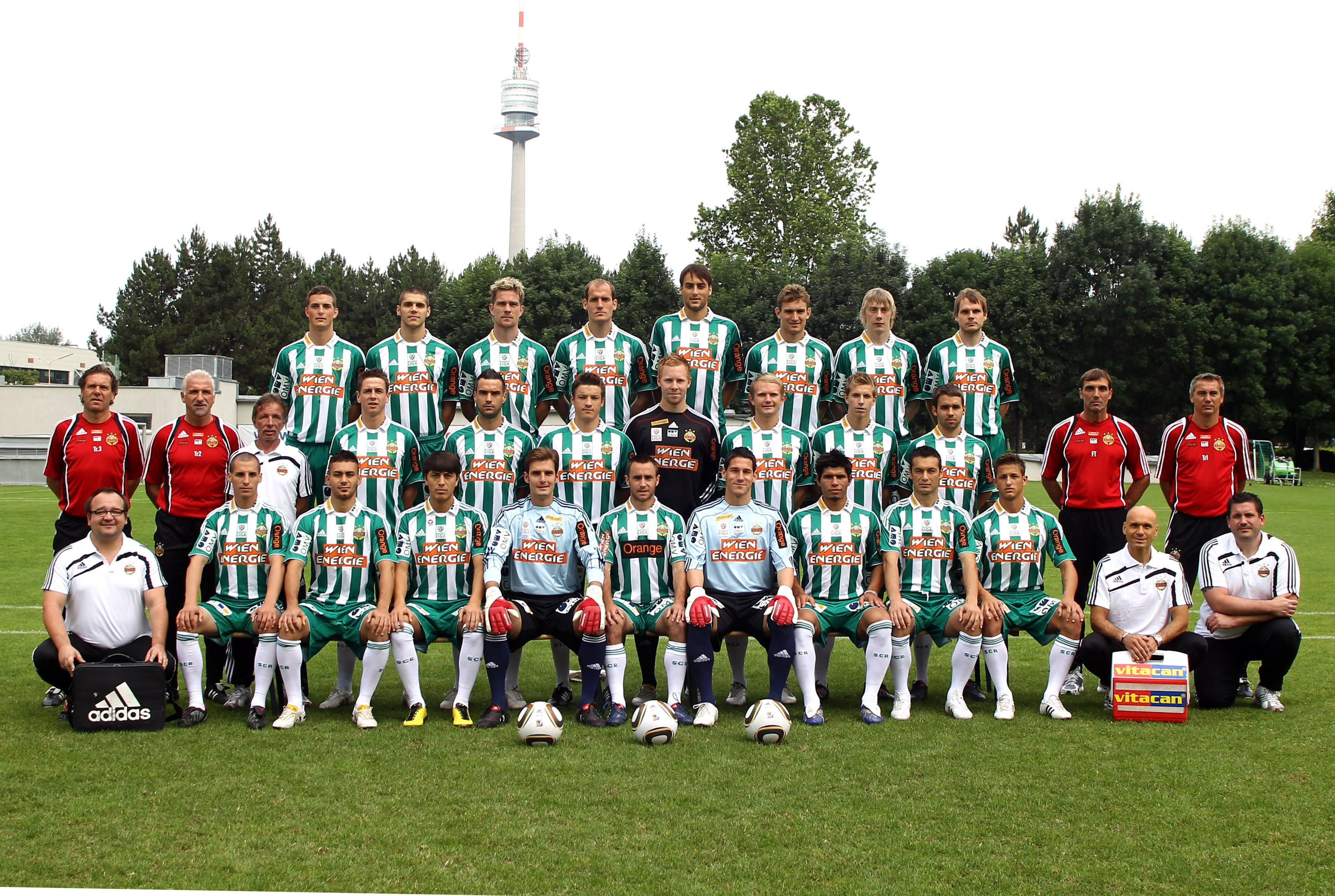
Poza de grup din sezonul 2010–2011

Rapid Viena (germană Rapid Wien; pronunție în germană [ˈrapɪd viːn]) este un club de fotbal din Viena, Austria care evoluează în Bundesliga. Astăzi Rapid Viena este cel mai popular și mai titrat club de fotbal din Austria.

## Istorie
Clubul a fost fondat în 1898 sub numele de Erster Wiener Arbeiter-Fußball-Club (Primul Club de Fotbal Vienez al Muncitorilor). Culorile originale ale echipei erau roșu și albastru, acestea fiind în continuare folosite pentru meciurile din deplasare. La data de 8 ianuarie 1899, clubul și-a schimbat numele în actualul Sportklub Rapid Wien, urmând exemplul celor de la Rapide Berlin. În 1904, echipa și-a schimbat culorile în verde și alb. Rapid a câștigat primul titlu de campioană în sezonul 1911–1912 la o diferență de doar un punct, păstrând titlul și sezonul următor.

### Perioada interbelică
Rapid a devenit o forță dominantă în perioada interbelică, o perioadă în care Austria era un dintre națiunile puternice ale Europei la fotbal. A câștigat titlul de trei ori consecutiv din 1919 până în 1921. După anexarea Austriei de către Germania în 1938, Rapid s-a alăturat campionatului german, jucând in prima ligă regională Gauliga Ostmark împreună cu cluburi precum Wacker Wien sau Admira Vienna. Rapid a avut cel mai mare succes dintre acestea. Ei au câștigat Cupa Germaniei în 1938 după o victorie cu scorul de 3–1 împotriva echipei FSV Frankfurt, urmând o câștigare a campionatului Germaniei în 1941 după ce a învins-o pe Schalke 04, cel mai bun club german de la acea vreme. Echipa a revenit de la 0-3 și a câștigat meciul cu scorul de 4-3.

### Perioada postbelică
După ce au câștigat titlul în 1955, Rapid a fost reprezentantul Austriei pentru ediția inaugurală a Cupei Europei din sezonul următor. În primul tur au întâlnit-o pe PSV Eindhoven din Țările de Jos și au câștigat primul meci cu 6-1 prin hat-trick-ul lui Alfred Körner. Cu toate că au pierdut meciul retur cu 1-0, echipa s-a calificat în sferturile de finală. Acolo au început cu o remiză 1-1 acasă împotriva formației italiene, AC Milan, înainte de a fi învinși cu 7-3 în returul de pe San Siro.
Cea mai bună performanță a clubului a venit în sezonul 1960–1961, când au ajuns în semifinale, unde au fost învinși cu 4-1 la general de către SL Benfica. În sferturi, Rapid a avut nevoie de un meci suplimentar pentru a o elimina Erzgebirge Aue după 3-3 la general.. Club a fost implicat într-un episod controversat în 1984, când au eliminat-o în optimi pe Celtic. Celtic conducea cu 4-3 la general când mai erau 14 minute din meci, moment în care au mai primit un penalty. În timp ce jucătorii Rapidului protestau, fundașul lor Rudolf Weinhofer a căzut la pământ, susținând că ar fi fost lovit de o sticlă aruncată din tribune. Imaginile au arat clar că sticla a fost aruncată pe gazon și nu l-a lovit pe jucător. Meciul s-a terminat, dar Rapid a făcut o cerere la UEFA pentru rejucare meciului, iar ambele echipe au fost amendate. Apelul a fost respins inițial, dar Rapid a încercat încă o dată. Amenda echipei vieneze a fost dublată și UEFA a decis rejucarea meciului pe un teren neutru. Meciul a avut loc pe 12 decembrie 1984 pe Old Trafford, Manchester, Anglia și Rapid a câștigat cu 1-0 prin golul lui Peter Pacult.
Rapid a ajuns în prima sa finală europeană în 1985, pe care a pierdut-o cu 3–1 în fața echipei Everton la Rotterdam. După 11 ani, în finala aceluiași turneu, Rapid a pierdut în Bruxelles cu 1-0 în fața echipei Paris Saint-Germain din Franța.

## Stadion

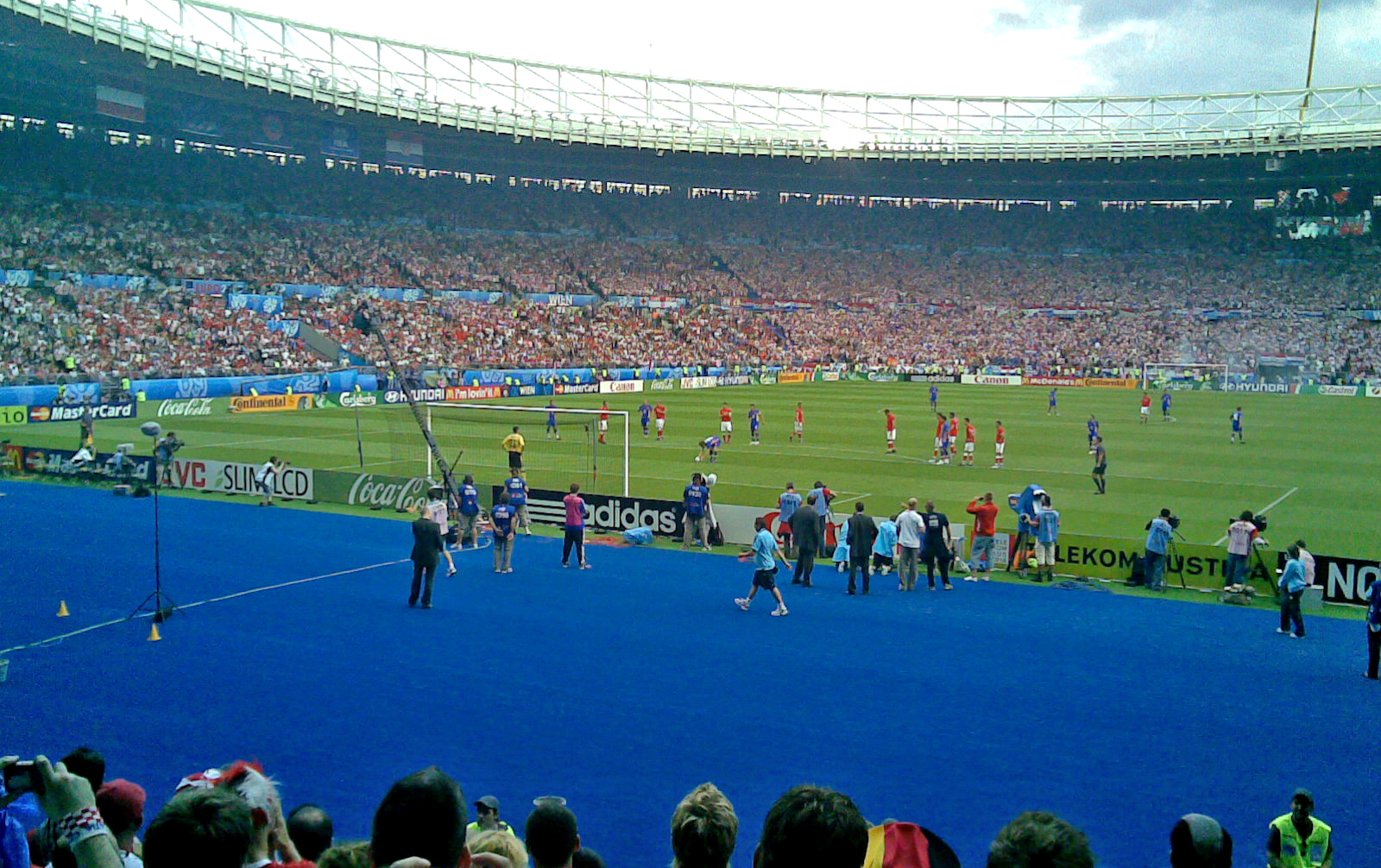
Ernst-Happel-Stadion

Rapid a jucat pe Stadionul Gerhard Hanappi, care a fost deschis în 10 mai 1977 cu un Derby al Vienei împotriva echipei FK Austria Viena, până în sezonul 2013-2014. Stadionul a fost denumit după arhitectul Gerhard Hanappi, care a jucat de asemenea pentru Rapid din 1950 până în 1965. Până în 1980 când a primit acest nume, el s-a numit Weststadion, datorită localizării sale în oraș.
În iunie 2014, a fost anunțat că un nou stadion, numit Allianz Stadion, va fi construit pe locul Stadionului Gerhard Hanappi. În timpul construcției, până pe 16 iulie 2016, Rapid și-a disputat meciurile de acasă pe Ernst-Happel-Stadion. După terminarea construcției de 53 de milioane de euro, Rapidul a revenit în circumscripția Hütteldorf. Totuși, stadionul fiind construit printr-un contract de sponsorizare, lucru neacceptat de UEFA, în competițiile internaționale acesta va purta în continuare numele Weststadion.

## Derby-ul Vienei

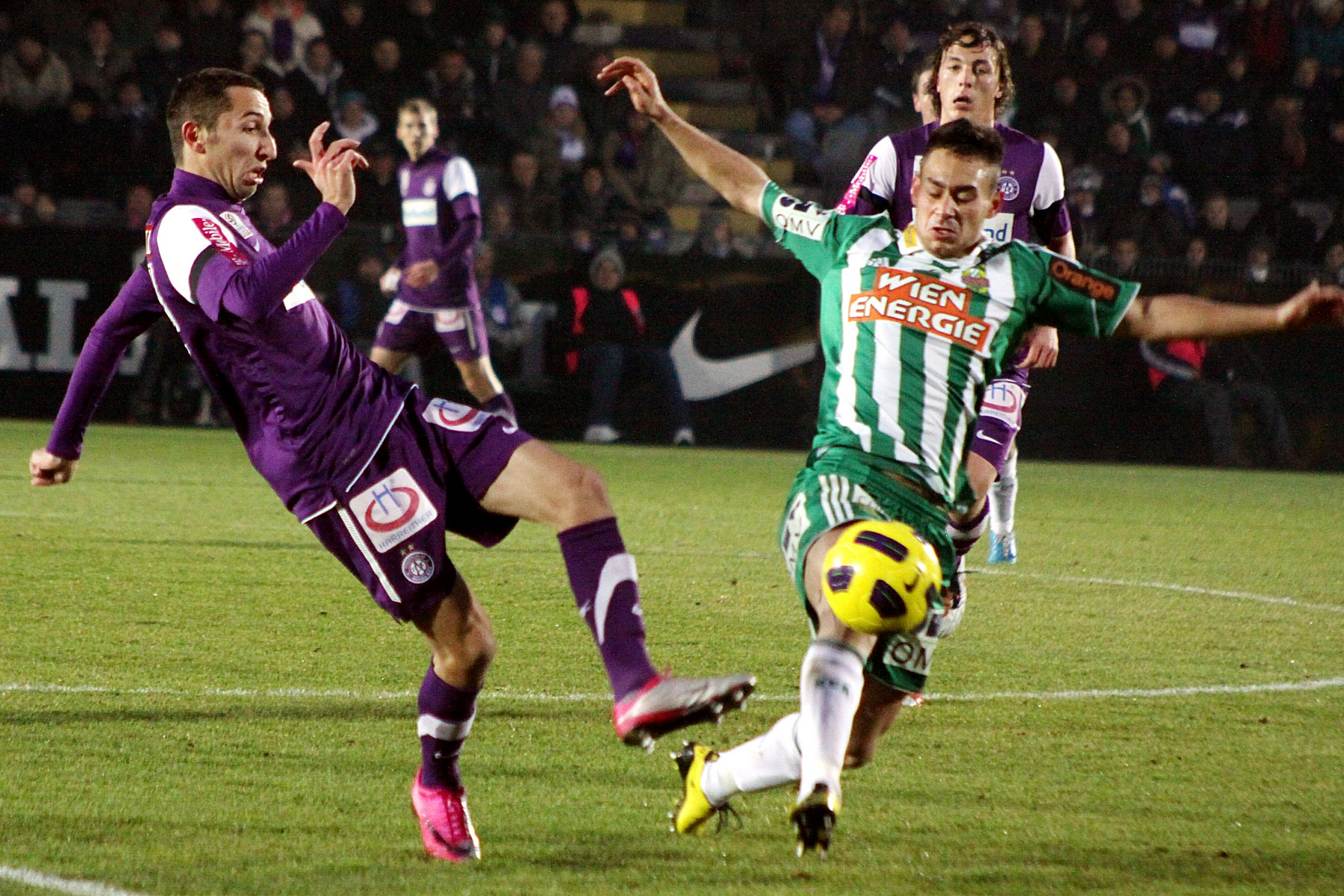
Un derby vienez din 2010.

Rapid Viena dispută Derby-ul Vienei cu rivala locală Austria Viena. Cele două cluburi sunt cele mai populare și titrate echipe din întreaga țară. Ambele își au originea în Hietzing, al 13-lea district din vestul Vienei, dar de atunci s-au mutat în districte diferite. În timp ce Austria Viena este văzut ca un club al clasei de mijloc, Rapid are în mod tradițional suportul clasei muncitorești. Cele două cluburi s-au întâlnit pentru prima oară la data de 8 septembrie 1911, meciul fiind câștigat cu scorul de 4–1 de Rapid. Acesta este cel mai jucat derby din fotbalul european după Old Firm din Glasgow, Scoția.
Până la începutul sezonului 2016-2017, au avut loc 318 de meciuri. Rapid a obținut 132 de victorii în derby, în timp ce Austria Viena a câștigat doar de 115 ori, iar 71 de meciuri s-au terminat la scor de egalitate.

## Palmares
- Bundesliga (32): 1912, 1913, 1916, 1917, 1919, 1920, 1921, 1923, 1929, 1930, 1935, 1938, 1940, 1941, 1946, 1948, 1951, 1952, 1954, 1956, 1957, 1960, 1964, 1967, 1968, 1982, 1983, 1987, 1988, 1996, 2005, 2008
- Cupa Austriei (14): 1919, 1920, 1927, 1946, 1961, 1968, 1969, 1972, 1976, 1983, 1984, 1985, 1987, 1995
- Supercupa Austriei (4): 1986, 1987, 1988, 2008
- Campionatul Germaniei: 1941
- Cupa Germaniei: 1938
- Cupa Mitropa: 1930, 1951
- Cupa Cupelor
  - Finalistă (2): 1985, 1996
- Cupa UEFA Intertoto: 2007
- UEFA Europa League
  - Faza Grupelor (3): 2010, 2011, 2014

## Jucători importanți
- Josef Bican
- Franz Binder
- Robert Dienst
- Ernst Dokupil
- Herbert Feurer
- Toni Fritsch
- György Garics
- Gerhard Hanappi
- Ernst Happel
- Andreas Heraf
- Andreas Herzog
- Josef Hickersberger
- Martin Hiden
- Andreas Ivanschitz
- Reinhard Kienast
- Michael Konsel
- Alfred Körner
- Robert Körner
- Hans Krankl
- Dietmar Kühbauer
- Jürgen Macho
- Sebastian Martinez
- Max Merkel
- Peter Pacult
- Helge Payer
- Peter Persidis
- Heimo Pfeifenberger
- Erich Probst
- Karl Rappan
- Andreas Reisinger
- Gerhard Rodax
- Peter Schöttel
- August Starek
- Josef Uridil
- Heribert Weber
- Arnold Wetl
- Walter Zeman
- Steffen Hofmann
- Carsten Jancker
- Jan Åge Fjørtoft
- Branko Bošković
- Dejan Savićević
- Mario Bazina
- Zlatko Kranjcar
- Mario Tokić
- Ladislav Maier
- Antonín Panenka
- René Wagner
- Peter Hlinka
- Jozef Valachovič
- Trifon Ivanov
- Krzysztof Ratajczyk
- Axel Lawaree
- Gaston Taument
- Andreas Lagonikakis
- Hugo Maradona
- Hernán Medford
- Erwin Hoffer
- Veli Kavlak

### Numere retrase
- 5 -  Peter Schöttel

## Antrenori
- Dionys Schönecker (1910–25)
- Stanley Willmott (1925–26)
- Edi Bauer (1926–36)
- Leopold Nitsch (1936–45)
- Hans Pesser (1945–53)
- Josef Uridil (1953–54)
- Viktor Hierländer (1954–55)
- Leopold Gernhardt (1955)
- Franz Wagner (1955)
- Alois Beranek (1956)
- Franz Wagner (1956)
- Max Merkel (1956–58)
- Rudolf Kumhofer (1958–59)
- Robert Körner (1959–66)
- Rudolf Vytlacil (1966–68)
- Karl Decker (1968–70)
- Rudolf Vytlacil (1968–69)
- Karl Rappan (1969–70)
- Gerd Springer (1970–72)
- Robert Körner (1972)
- Ernst Hlozek (1 April 1972 – 22 April 1975)
- Josef Pecanka (1975)
- Franz Binder /  Robert Körner (1975–76)
- Antoni Brzezanczyk (1976–77)
- Robert Körner (1977–78)
- Karl Schlechta (1978–79)
- Walter Skocik (1 iulie 1979 – 1 aprilie 1982)
- Rudolf Nuske (1982)
- Otto Barić (1 iulie 1982 – 30 iunie 1985)
- Vlatko Marković (1 iulie 1985 – 30 iunie 1986)
- Otto Barić (1 iulie 1986 – 11 septembrie 1988)
- Wilhelm Kaipel (12 septembrie 1988 – 19 septembrie 1988)
- Vlatko Marković (19 septembrie 1988 – 30 iunie 1989)
- Hans Krankl (1 iulie 1989 – 30 iunie 1992)
- August Starek (1 iulie 1992 – 31 mai 1993)
- Hubert Baumgartner (1 iulie 1993 – 22 mai 1994)
- Ernst Dokupil (23 mai 1994 – 1 aprilie 1998)
- Heribert Weber (1 aprilie 1998 – 1 mai 2000)
- Ernst Dokupil (1 iulie 2000 – 18 august 2001)
- Peter Persidis (18 august 2001 – 5 septembrie 2001)
- Lothar Matthäus (6 septembrie 2001 – 10 mai 2002)
- Josef Hickersberger (1 iulie 2002 – 31 decembrie 2005)
- Georg Zellhofer (1 ianuarie 2006 – 27 august 2006)
- Peter Pacult (5 septembrie 2006 – 11 aprilie 2011)
- Zoran Barišić (11 aprilie 2011 – 30 mai 2011)
- Peter Schöttel (1 iunie 2011 – 17 aprilie 2013)
- Zoran Barišić (17 aprilie 2013 – 6 iunie 2016)
- Mike Büskens (7 iunie 2016 – 7 noiembrie 2016)
- Damir Canadi (11 noiembrie 2016 – 8 aprilie 2017)
- Goran Djuricin (9 aprilie  2017 – 29 septembrie 2018)
- Dietmar Kühbauer (1 octombrie 2018 – 10 noiembrie 2021)
- Steffen Hofmann (i) (11 noiembrie 2021 – 28 noiembrie 2021)
- Ferdinand Feldhofer (29 noiembrie 2021 – 15 octombrie 2022)
- Zoran Barisic (16 octombrie 2022 – 14 noiembrie 2023)
- Robert Klauß (20 noiembrie 2023 – 24 aprilie 2025)